# Johan Sverdrup (gisement de pétrole)
Pour les articles homonymes, voir Sverdrup.
Johan Sverdrup est un gisement pétrolier norvégien, situé en mer du Nord. C'est l'un des plus grands champs pétroliers découverts sur le plateau continental norvégien.

## Localisation
Le champ pétrolier est situé au sud de celui de Grane et au nord-est de Sleipner. Il a été découvert en 2010.

## Ressources
En 2014, les ressources estimées sont de 370 millions de m3, ce qui en ferait le 5e plus important champ pétrolier norvégien. C'est le plus important gisement exploité sur le plateau continental norvégien depuis celui d'Oseberg dont le plan de développement avait été soumis au Parlement en 1984.
En 2015, les ressources extractibles sont estimées à 352 millions de m3 de pétrole et 13,1 milliards de m3 de gaz, pour un taux de récupération de 63 %. A titre de comparaison, cette quantité représente 23 jours de la consommation mondiale de pétrole.

## Exploitation
L'exploitation du champ pétrolier débute le 5 octobre 2019 pour une durée estimée à 50 ans.